# Постукай в мої двері
«Постукай в мої двері» (тур. Sen Çal Kapımı) — турецький комедійний телесеріал, створений компанією MF Yapım. Прем'єра відбулася 8 липня 2020 року. В Україні прем'єра відбулася 24 серпня 2024 року на телеканалі Бігуді. Головні ролі виконували  — Ханде Ерчел та Керем Бюрсін.

## Сюжет

### Сезон 1
Еда Їлдиз завжди мріяла стати ландшафтним архітектором, але життя підготувало їй важкі випробування. Після трагічної загибелі батьків її забирає до себе тітка, а мрії про освіту в Італії стають все більш далекими. Робота у квітковому магазині тітки заміняє їй навчання, а стипендію, яка давала шанс продовжити освіту, несподівано скасовує відома архітектурна компанія Art Life. Цю компанію очолює впевнений у собі Серкан Болат, із яким доля зіштовхує Еду на випускній церемонії друзів.
Їхня перша зустріч була сповнена непорозумінь і конфлікту, але саме тоді Серкан пропонує Еді угоду: на два місяці вона стане його фальшивою нареченою, щоб він міг повернути колишню дівчину, Селін. Взамін Серкан обіцяє сплатити її навчання та забезпечити житло в Італії. Спершу Еда відмовляється, але після того, як її хлопець Дженк зраджує їй з італійкою, вона погоджується — з умовою, що Серкан також надасть їй роботу в його компанії.
Так починається їхня незвичайна історія. Еда стає помічницею Серкана, і вони разом беруть участь у подіях, що змінюють їх обох. Те, що починалося як вигадка, поступово перетворюється на справжнє почуття. Еда допомагає матері Серкана впоратися з горем втрати її сина, що зближує їх ще більше. Коли Еда збирається залишити країну і знову вирушити до Італії, Серкан усвідомлює, що не хоче її втрачати, і робить їй справжню пропозицію.
Проте щастя затьмарюється трагедією. У день весілля Серкан потрапляє в авіакатастрофу. Він виживає, але втрачає пам’ять і забуває про рік, проведений з Едою. Дівчина відчайдушно намагається допомогти йому згадати їхню історію кохання, але безрезультатно. Тоді вона вирішує вдатися до несподіваного кроку — інсценує свої заручини з іншим чоловіком, Денізом. Але коли Еда стоїть перед вівтарем із Денізом, Серкан повертає пам’ять. Він вривається на весілля і зупиняє її саме в той момент, коли вона мала сказати «Так».
Здавалося, випробування залишилися позаду, але незабаром Еда знаходить медичні документи Серкана, які розкривають страшну правду: він хворий на рак.

### Сезон 2
Після складного періоду боротьби з раком Серкан Болат стає іншою людиною. Одержимий своєю хворобою, він боїться емоційної прив’язаності та уникає будь-яких розмов про сім’ю. Весілля з Едою кілька разів відкладається, а його відмова від ідеї батьківства стає для неї болючим ударом. Серкан повністю занурюється у роботу, що поступово віддаляє його від коханої.
Еда, втомившись від напружених стосунків, вирішує поїхати до Італії, щоб завершити навчання. Вони розходяться, і кожен починає жити своїм життям. Але доля мала свої плани. Через п’ять років вони несподівано зустрічаються. Серкан приїжджає на зустріч до своєї колеги Пирил, а дорогою його зупиняє маленька дівчинка на ім'я Кіраз. Вона вражає його своєю розумністю та чарівністю. Серкан підвозить Кіраз додому, і там на порозі він зустрічає... Еду.
Під час вечері вони діляться спогадами про свої життя, хоча між ними відчувається напруга. Еда не хоче, щоб Серкан дізнався, що Кіраз — його дочка, і вигадує історію, ніби дівчинка є донькою її друзів, Мело і Бурака. Вона навіть просить Пирил зберегти це в таємниці.
Проте згодом Еда вирішує розкрити правду. Вона зізнається Серкану, що Кіраз — його дочка. Ця новина змінює все. Серкан і Еда знову зближуються і вирішують почати нове життя разом. Вони одружуються, а згодом у їхньому житті з’являється ще одне диво — Еда народжує сина.

## У ролях
| Актор                  | Роль           | Опис |
| ---------------------- | -------------- | --- |
| Ханде Ерчел            | Еда Їлдиз      | Живе разом із тіткою Айфер та подругою дитинства Мело, працює у сімейному квітковому магазині. Втратила своїх батьків ще маленькою дівчинкою — вони трагічно загинули. Була студенткою факультету ландшафтної архітектури, але втративши стипендію, була змушена перервати навчання і відмовитися від стажування в Італії. У цьому вона звинувачує Серкана Болата — бізнесмена, фірма якого надавала грант на навчання. |
| Керем Бюрсін           | Серкан Болат   | Талановитий архітектор, власник архітектурного бюро Art Life та великий трудоголік. Живе разом зі своїм собакою в будинку по сусідству зі своїми батьками, Альптекіном та Айдан. |
| Біге Онал              | Селін Атакан   | Подруга дитинства та колишня дівчина Серкана. Працює PR-директоркою в архітектурному бюро Art Life, яке є частиною холдингу, створеного батьками Серкана та Селін. Після розлучення з Серканом планує одружитися з Ферітом, хоч і продовжує любити колишнього. |
| Несліхан Єлдан         | Айдан Болат    | Мати Серкана та дружина Альптекіна. Страждає на агорафобію і тому вже багато років не виходить зі свого маєтку. Інформацією про зовнішній світ із нею ділиться працівник дому та друг — Сейфі. Айдан не подобається Еда, але дуже подобається Селін, тому вона робить все, щоб остання стала нареченою Серкана. |
| Еврім Доган            | Айфер Їлдиз    | Тітка Еди та єдиний член її сім'ї. Володіє квітковим магазином, де працює і Еда. Фактично замінила племінниці батьків, тому дуже переживає і не схвалює її стосунки з Серканом. |
| Аніл Ільтер            | Енгін Сезгін   | Найкращий друг Серкана та його партнер з архітектурного бюро. |
| Башак Гюмюлджінеліоглу | Піріл Байтекін | Архітектор та партнер Серкана. Трудоголік та перфекціоніст. |
| Елджін Афаджан         | Мелек Йюджель  | Найкраща подруга Еди. Живе разом з Едою та її тіткою. Закінчила факультет економіки, працює консультанткою в магазині парфумерії та стюардесою на приватних літаках. |
| Меліса Денгель         | Джерен Башар   | Одна з подруг Еди. Вона виросла в багатій родині адвоката і була змушена теж стати адвокаткою, однак її мрія – стати дизайнеркою взуття. Джерен зустрічається з колишнім нареченим Селін. |

## Сезони

### Туреччина
| Сезон | Початок сезону | Фінал сезону   | Кількість серій | Епізоди | Канал ТВ | День і час трансляції                 |
| ----- | -------------- | -------------- | --------------- | ------- | -------- | ------------------------------------- |
| 1     | 8 липня 2020   | 17 квітня 2021 | 39              | 1-39    | FOX      | Щосереди, 20.00/Щосуботи 20.00, 22.45 |
| 2     | 9 червня 2021  | 8 вересня 2021 | 13              | 40-52   | FOX      | Щосереди, 20.00                       |

## Трансляція в Україні
Українською мовою серіал озвучений студією «1+1» у 2024 році. Виходив з 24 серпня 2024 по 5 січня 2025 року на телеканалі Бігуді у вихідні о 19:00, по чотири серії.
| Сезон | Початок сезону | Фінал сезону  | Кількість серій | Епізоди | Канал ТВ | День і час трансляції  |
| ----- | -------------- | ------------- | --------------- | ------- | -------- | ---------------------- |
| 1     | 24 серпня 2024 | 7 грудня 2024 | 121             | 1-121   | Бігуді   | Cубота й неділя, 19:00 |
| 2     | 7 грудня 2024  | 5 січня 2025  | 39              | 122-161 | Бігуді   | Cубота й неділя, 19:00 |